# Гута (Дятловский район)
Гу́та (бел. Гута) — деревня в Поречском сельсовете Дятловского района Гродненской области Беларуси. По переписи населения 2009 года в Гуте проживало 67 человек. Площадь сельского населённого пункта составляет 28,89 га, протяжённость границ — 4,75 км.

## Этимология
Название деревни имеет смысловое значение: гута — печь для выплавки стекла.

## География
Гута расположена в 29 км к юго-западу от Дятлово, 152 км от Гродно, 40 км от железнодорожной станции Новоельня.

## История
В 1880 году Гута — деревня в Пацевской волости Слонимского уезда Гродненской губернии (150 жителей).
Согласно переписи населения Российской империи 1897 года в Гуте имелся 31 дом, проживало 228 человек. В 1905 году численность населения деревни увеличилась до 245 жителей.
В 1921—1939 годах Гута находилась в составе межвоенной Польской Республики. В 1923 году в Гуте насчитывалось 39 домохозяйств, проживал 231 человек. Деревня относилась к сельской гмине Пацевщина Слонимского повята Новогрудского воеводства. В сентябре 1939 года Гута вошла в состав БССР.
В 1996 году Гута входила в состав Рудояворского сельсовета и колхоза «Победа». В деревне насчитывалось 71 домохозяйство, проживало 144 человека.
28 августа 2013 года деревня была передана из упразднённого Рудояворского в Поречский сельсовет.